# Eglerocoris
Eglerocoris is een geslacht van wantsen uit de familie van de Miridae (Blindwantsen). Het geslacht werd voor het eerst wetenschappelijk beschreven door Carvalho & Fontes in 1972.

## Soorten
Het genus bevat de volgende soorten:

- Eglerocoris bahiensis Carvalho, 1975
- Eglerocoris egleri Carvalho & Fontes, 1972